# Rugby-Klub Heusenstamm
Der Rugby-Klub Heusenstamm e. V. ist ein deutscher Rugbyverein aus Heusenstamm in Hessen. Der Verein wurde am 1. März 1979 gegründet und zählt zu den etablierten Rugbyvereinen in Deutschland. Die erste Herrenmannschaft des Vereins – bekannt unter dem Spitznamen „Füchse“ – spielt in der 2. Rugby-Bundesliga. Der Verein ist Mitglied bei Rugby Deutschland (RD). Die Jugend ist ebenfalls breit aufgestellt und umfasst eine U6, U8, U10, U12, U14, U16 und eine U18.

## Historie
| Jahr    | Liga                                            | Position                 |
| 1998/99 | Rugby-Bundesliga Süd/West (I)                   | 6.                       |
| 1998/99 | Bundesliga Qualifikationsrunde                  | 2.                       |
| 1999/00 | Rugby-Bundesliga Süd/West                       | 6.                       |
| 1999/00 | Bundesliga Qualifikationsrunde                  | 4.                       |
| 2000/01 | 2. Rugby-Bundesliga Süd/West (II)               | 1.                       |
| 2000/01 | Bundesliga Qualifikationsrunde                  | 5.                       |
| 2001/02 | 2. Rugby-Bundesliga Süd                         | 4.                       |
| 2002/03 | 2. Rugby-Bundesliga Süd                         | 3.                       |
| 2003/04 | 2. Rugby-Bundesliga Süd                         | 4.                       |
| 2004/05 | 2. Rugby-Bundesliga Süd                         | 2.                       |
| 2005/06 | 2. Rugby-Bundesliga Süd                         | 2.                       |
| 2006/07 | 2. Rugby-Bundesliga Süd                         | 1.                       |
| 2007/08 | Rugby-Bundesliga (I)                            | 8.                       |
| 2008/09 | Rugby-Bundesliga                                | 7.                       |
| 2009/10 | Rugby-Bundesliga                                | 8.                       |
| 2010/11 | Rugby-Bundesliga                                | 9.                       |
| 2011/12 | Rugby-Bundesliga                                | 10.                      |
| 2012/13 | Rugby-Bundesliga Qualifikationsrunde – West     | 2.                       |
| 2012/13 | Rugby-Bundesliga Meisterschaftsrunde – Süd-West | 6.                       |
| 2013/14 | Rugby-Bundesliga Qualifikationsrunde – West     | 1.                       |
| 2013/14 | Rugby-Bundesliga Meisterschaftsrunde – Süd/West | 5.                       |
| 2014/15 | Rugby-Bundesliga Qualifikationsrunde – West     | 1.                       |
| 2014/15 | Rugby-Bundesliga Meisterschaftsrunde – Süd/West | 6. — Viertelfinale       |
| 2015/16 | Rugby-Bundesliga Süd/West                       | 7.                       |
| 2016/17 | Rugby-Bundesliga Süd/West                       | 5.                       |
| 2017/18 | Rugby-Bundesliga Süd/West                       | 7.                       |
| 2018/19 | Rugby-Bundesliga Süd/West                       | 5.                       |
| 2019/20 | Rugby-Bundesliga Süd/West                       | 8. (vorzeitiger Abbruch) |

## Geschichte
Seit seiner Gründung 1979 hat sich der Rugby-Klub Heusenstamm kontinuierlich weiterentwickelt. 2007 gelang der ersten Mannschaft der Aufstieg in die 1. Rugby-Bundesliga, in der sie mehrere Jahre aktiv war. Heute ist der Klub fester Bestandteil der deutschen Rugby-Szene und engagiert sich insbesondere in der Nachwuchsförderung.

## Vereinsstruktur und Jugendarbeit
Der Verein hat über 300 Mitglieder und bietet Rugby-Training für Kinder, Jugendliche und Erwachsene im Alter von 3 bis 70 Jahren. Die Jugendabteilung ist breit aufgestellt mit Mannschaften in den Altersklassen U6, U8, U10, U12, U14, U16 und U18. Das Jugendtraining legt besonderen Wert auf Fitness, Koordination und spielerische Entwicklung. Der Klub wird ehrenamtlich geführt und unterstützt von zahlreichen Trainern, Betreuern und freiwilligen Helfern.

## Heimstätte
Der Rugby-Klub Heusenstamm ist auf dem Gelände des Kultur- und Sportzentrums Martinsee in Heusenstamm beheimatet. Das Gelände umfasst über 80.000 Quadratmeter und bietet umfangreiche Trainings- und Spielmöglichkeiten.

## Erfolge
7er-Rugby Herren
- Deutscher Meister: 2006
- Vizemeister: 2005, 2009

7er-Rugby U18
- Deutscher Meister: 2010, 2011

15er-Rugby
- 2. Bundesliga Herren: Meister 2007

## Siebener Rugby
In der olympischen Disziplin des Rugby ist der RK Heusenstamm auch auf nationaler Ebene bei den deutschen Meisterschaften vertreten. Auf Grund der unsicheren Quellenlage, sind leider nicht alle Jahre aufgeführt.
Im Jahr 2007 erreichten die Füchse Platz 4, nachdem das Entscheidungsspiel gegen den SC Neuenheim mit 26:5 verloren wurde. Im Jahr 2009 richtete Heusenstamm die deutsche Siebener-Meisterschaft selbst aus und stieß prompt bis in das Finale vor. Dort musste man sich aber vor heimischen Publikum der RG Heidelberg mit 31:19 geschlagen geben. Neben der ersten Mannschaft stellte der RK Heusenstamm bei diesem Turnier auch eine zweite Mannschaft, die kurioserweise in der Gruppenphase in der gleichen Gruppe gesetzt war, wie die Erste. Das direkte Aufeinandertreffen in der Gruppenphase entschied die erste Mannschaft souverän mit 77:0 für sich. Die zweite Mannschaft belegte bei jenen Meisterschaften den letzten Platz.
Ein Jahr später, im Jahr 2010, belegte der RK Heusenstamm den siebten Platz bei der deutschen Meisterschaft. Insgesamt nahmen 16 Teams am Wettbewerb teil. Aus dem Jahr 2013 ist nur noch ein Ankündigungsschreiben vorhanden, die Spielergebnisse der deutschen Meisterschaft nicht mehr, diese fand erneut in Heusenstamm statt. Am 25. und 26. Juli 2015 veranstaltete der RKH die deutsche Meisterschaft in Heusenstamm, Ergebnisse sind auch hiervon nicht überliefert.
Bei der deutschen Meisterschaft des Siebener-Rugbys 2016 belegten die Füchse Rang 6 von 14, was erneut aufzeigt, wie erfolgreiche Arbeit doch über Jahre hinweg in allen Rugby-Disziplinen in Heusenstamm geleistet wird. Im Jahr 2017 fand die deutsche Meisterschaft in Heidelberg statt. Auf dem Gelände der RG Heidelberg erreichte Heusenstamm den 7. Platz.
2018 konnten die Heusenstammer Füchse erneut vor heimischen Publikum am Heusenstammer Martinsee antreten. Erneut kam das Turnier nicht ohne Besonderheiten daher, dieses Mal spielte die deutsche Siebener-Rugby-Nationalmannschaft, das sogenannte Wolfpack 7's bei dem Turnier mit. Die Gruppenphase beendete Heusenstamm als Erster, dieses Mal mussten sie sich aber im Spiel um Platz 5 gegen Hannover 78 mit 25:0 geschlagen geben. Das Wolfpack erreichte Platz 2. 2019 belegte der RK Heusenstamm den fünften Platz und hält sich damit kontinuierlich im vorderen Mittelfeld der deutschen Meisterschaften im Siebener Rugby auf.